# Fylakés Kassándras
Fylakés Kassándras (Fylakes Kassandras) är en ort i Grekland.   Den ligger i prefekturen Chalkidike och regionen Mellersta Makedonien, i den nordöstra delen av landet, 240 km norr om huvudstaden Aten. Fylakés Kassándras ligger 24 meter över havet och antalet invånare är 255.
Terrängen runt Fylakés Kassándras är platt. Havet är nära Fylakés Kassándras åt nordväst. Runt Fylakés Kassándras är det ganska glesbefolkat, med 43 invånare per kvadratkilometer. Närmaste större samhälle är Néa Moudhaniá, 15,1 km norr om Fylakés Kassándras. 